# Ahmeek
Ahmeek est un village du comté de Keweenaw, dans l'État du Michigan, aux États-Unis. En 2020, il comptait une population de 127 habitants.